# Tuffi ai Giochi della XXXII Olimpiade - Trampolino 3 metri maschile
La gara dei tuffi dal trampolino 3 metri maschile dei Giochi della XXXII Olimpiade di Tokyo è stata disputata il 2 e 3 agosto 2021 presso il Tokyo Aquatics Centre. Vi hanno partecipato 29 atleti provenienti da 20 nazioni. La gara si è svolta in tre turni, in ognuno dei quali l'atleta ha eseguito una serie di sei tuffi.
La competizione è stata vinta dal tuffatore cinese Xie Siyi, mentre l'argento e il bronzo sono andati rispettivamente all'altro cinese in gara Wang Zongyuan e al britannico Jack Laugher.

## Programma
| Data          | Ora (UTC+9) | Turno       |
| ------------- | ----------- | ----------- |
| 2 agosto 2021 | 15:00       | Preliminari |
| 3 agosto 2021 | 10:00       | Semifinale  |
| 3 agosto 2021 | 15:00       | Finale      |

## Risultati

### Preliminari e semifinale
| Pos. | Atleta             | Nazione         | Preliminari | Preliminari | Semifinale      | Semifinale      | Semifinale      |
| Pos. | Atleta             | Nazione         | Punti       | Pos.        | Punti           | Pos.            | Nota            |
| ---- | ------------------ | --------------- | ----------- | ----------- | --------------- | --------------- | --------------- |
| 1    | Xie Siyi           | Cina            | 520,90      | 2           | 543,45          | 1               | Q               |
| 2    | Wang Zongyuan      | Cina            | 531,30      | 1           | 540,50          | 2               | Q               |
| 3    | Jack Laugher       | Gran Bretagna   | 445,05      | 6           | 514,75          | 3               | Q               |
| 4    | James Heatly       | Gran Bretagna   | 458,40      | 4           | 454,85          | 4               | Q               |
| 5    | Evgenij Kuznecov   | ROC             | 444,75      | 7           | 453,85          | 5               | Q               |
| 6    | Rommel Pacheco     | Messico         | 479,25      | 3           | 437,65          | 6               | Q               |
| 7    | Ken Terauchi       | Giappone        | 430,20      | 10          | 424,50          | 7               | Q               |
| 8    | Anton Down-Jenkins | Nuova Zelanda   | 394,45      | 16          | 424,20          | 8               | Q               |
| 9    | Martin Wolfram     | Germania        | 444,50      | 8           | 423,00          | 9               | Q               |
| 10   | Andrew Capobianco  | Stati Uniti     | 385,50      | 17          | 419,60          | 10              | Q               |
| 11   | Mohab El-Kordy     | Egitto          | 422,75      | 12          | 408,85          | 11              | Q               |
| 12   | Woo Ha-ram         | Corea del Sud   | 452,45      | 5           | 403,15          | 12              | Q               |
| 13   | José Ruvalcaba     | Rep. Dominicana | 383,05      | 18          | 398,65          | 13              |                 |
| 14   | Osmar Olvera       | Messico         | 442,45      | 9           | 384,80          | 14              |                 |
| 15   | Yona Knight-Wisdom | Giamaica        | 411,65      | 13          | 362,95          | 15              |                 |
| 16   | Alexis Jandard     | Francia         | 423,60      | 11          | 357,85          | 16              |                 |
| 17   | Daniel Restrepo    | Colombia        | 411,50      | 14          | 329,30          | 17              |                 |
| 18   | Sebastián Morales  | Colombia        | 400,85      | 15          | 324,95          | 18              |                 |
| 19   | Nicolás García     | Spagna          | 382,60      | 19          | Non qualificati | Non qualificati | Non qualificati |
| 20   | Lorenzo Marsaglia  | Italia          | 369,60      | 20          | Non qualificati | Non qualificati | Non qualificati |
| 21   | Patrick Hausding   | Germania        | 364,05      | 21          | Non qualificati | Non qualificati | Non qualificati |
| 22   | Oleh Kolodij       | Ucraina         | 351,25      | 22          | Non qualificati | Non qualificati | Non qualificati |
| 23   | Tyler Downs        | Stati Uniti     | 348,70      | 23          | Non qualificati | Non qualificati | Non qualificati |
| 24   | Nikita Šlejcher    | ROC             | 339,70      | 24          | Non qualificati | Non qualificati | Non qualificati |
| 25   | Oliver Dingley     | Irlanda         | 335,00      | 25          | Non qualificati | Non qualificati | Non qualificati |
| 26   | Alberto Arévalo    | Spagna          | 322,85      | 26          | Non qualificati | Non qualificati | Non qualificati |
| 27   | Li Shixin          | Australia       | 320,35      | 27          | Non qualificati | Non qualificati | Non qualificati |
| 28   | Kim Yeong-nam      | Corea del Sud   | 286,80      | 28          | Non qualificati | Non qualificati | Non qualificati |
| 29   | Cédric Fofana      | Canada          | 225,35      | 29          | Non qualificati | Non qualificati | Non qualificati |

### Finale
| Pos.    | Atleta             | Nazione       | T1    | T2    | T3    | T4    | T5    | T6     | Punti  |
| ------- | ------------------ | ------------- | ----- | ----- | ----- | ----- | ----- | ------ | ------ |
| Oro     | Xie Siyi           | Cina          | 91,80 | 89,10 | 86,40 | 94,50 | 94,35 | 102,60 | 558,75 |
| Argento | Wang Zongyuan      | Cina          | 86,70 | 84,00 | 85,80 | 84,00 | 91,80 | 102,60 | 534,90 |
| Bronzo  | Jack Laugher       | Gran Bretagna | 85,00 | 85,75 | 81,60 | 81,00 | 96,90 | 87,75  | 518,00 |
| 4       | Woo Ha-ram         | Corea del Sud | 76,50 | 81,60 | 91,20 | 82,25 | 68,40 | 81,90  | 481,85 |
| 5       | Evgenij Kuznecov   | ROC           | 74,80 | 78,20 | 76,05 | 43,20 | 92,75 | 96,90  | 461,90 |
| 6       | Rommel Pacheco     | Messico       | 83,30 | 63,00 | 73,10 | 79,20 | 33,25 | 96,90  | 428,75 |
| 7       | Martin Wolfram     | Germania      | 61,50 | 77,00 | 78,75 | 69,70 | 68,40 | 71,40  | 426,75 |
| 8       | Anton Down-Jenkins | Nuova Zelanda | 67,50 | 67,50 | 70,50 | 74,40 | 66,00 | 69,70  | 415,60 |
| 9       | James Heatly       | Gran Bretagna | 58,50 | 71,40 | 73,50 | 57,75 | 85,50 | 64,35  | 411,00 |
| 10      | Andrew Capobianco  | Stati Uniti   | 76,50 | 84,00 | 42,00 | 48,60 | 76,50 | 74,10  | 401,70 |
| 11      | Mohab El-Kordy     | Egitto        | 72,00 | 39,10 | 76,50 | 69,30 | 50,75 | 85,50  | 393,15 |
| 12      | Ken Terauchi       | Giappone      | 67,50 | 63,00 | 29,70 | 69,00 | 56,10 | 74,40  | 359,70 |